# Plas Johnson
Pour les articles homonymes, voir Johnson.
Plas Johnson est un saxophoniste américain, né le 21 juillet 1931 à Donaldsonville en Louisiane.
Johnson devient musicien de studio et enregistre pour de nombreux artistes. Il interprète notamment le solo de saxophone ténor du Pink Panther Theme, le thème musical composé par Henry Mancini pour le film La Panthère rose. Il enregistre également des albums en tant que leader.

## Biographie

### Jeunesse
Plas Johnson naît de parents musiciens, durant son enfance il chante dans l'orchestre familial. Lorsqu'il est âgé de douze ans, son père lui achète un saxophone soprano, sur lequel il s'entraîne en essayant de reproduire les phrases musicales entendues sur des enregistrements.
À la fin des années 1940, il forme le Johnson Brothers Combo avec son frère Ray, qui est pianiste. Ils se produisent dans la région de La Nouvelle-Orléans,. Au début des années 1950, il joue dans des groupes de rhythm and blues, dont celui de Charles Brown. Plas Johnson effectue son service militaire, puis s'installe à Los Angeles et étudie à la Westlake School of Music.

### Carrière
Johnson devient musicien de studio. En 1963, il participe à l'enregistrement du Pink Panther Theme composé par Henry Mancini pour le film La Panthère rose.
Entre 1970 et 1985, le saxophoniste fait partie de l'orchestre du Merv Griffin Show (en). Il enregistre des disques en tant que leader pour différents labels, dont Capitol Records, AVA Recordings et Concord Jazz. Ses deux albums édités par Concord Jazz au milieu des années 1970 sont enregistrés avec le pianiste Mike Melvoin, le guitariste Herb Ellis, le contrebassiste Ray Brown, les batteurs Jake Hanna (en) et Jimmie Smith (en), ainsi que la percussionniste Bobbye Hall (en).
Au cours de sa carrière, Plas Johnson travaille notamment pour Ray Charles, Ella Fitzgerald, Elton John, Quincy Jones, Johnny Otis, ou encore Frank Sinatra,. Le saxophoniste joue également sur le tube Tonight's the Night (Gonna Be Alright), chanté par Rod Stewart en 1976, et sur les trois albums de Linda Ronstadt enregistrés dans les années 1980 avec l'orchestre de Nelson Riddle. Au cours des années 1990, il part en tournée avec le Superband de Gene Harris.

## Style musical et influences
Johnson débute sur un saxophone soprano. Par la suite, il se consacre à l'alto, puis passe au saxophone ténor, qui devient son instrument de prédilection. Il pratique d'autres instruments à vent comme la flûte et la clarinette.
Des saxophonistes comme Illinois Jacquet et Gene Ammons font partie de ses influences,. Johnson est reconnu pour sa capacité d'improvisation. Il apprécie le rhythm and blues et s'adonne au soul jazz sur ses albums.

## Discographie

### Albums
- 1957 : Rockin' with Plas (Capitol Records)
- 1959 : This Must Be the Plas (Capitol)
- 1960 : Mood for the Blues (Capitol)
- 1964 : Blue Martini/John Neel Orchestra (AVA Recordings)
- 1975 : The Blues (Concord Jazz)
- 1976 : Positively (Concord Jazz)
- 1983 : L.A. 1955 (Carell Music)
- 1992 : Hot Blue and Saxy (Carell Music)
- 2001 : Keep That Groove Going! (Milestone Records)